# إينيس ماكينتوش
إينيس ليونيل أكتون ماكينتوش (بالإنجليزية: Aeneas Lionel Acton Mackintosh)‏ (1 يوليو 1879 - 8 مايو 1916) كان ضابطًا بريطانيًا في البحرية التجارية ومستكشفًا للقطب الجنوبي، وقد قاد فريق بحر روس كجزء من بعثة السير إرنست شاكلتون البعثة الإمبراطورية العابرة للقارة القطبية الجنوبية، 1914-1917. كانت مهمة فريق بحر روس هي دعم مسيرة شاكلتون المقترحة عبر القارات من خلال وضع مستودعات الإمدادات على طول المراحل الأخيرة من المسار المقصود للمسيرة، أنجز فريق ماكينتوش مهمته، رغم أن ماكينتوش توفي ومعه اثنين آخرين أثناء أداء واجباتهم.